# Повіт Касіма (Ісікава)
Пові́т Касі́ма (яп. 鹿島郡, かしまぐん, МФА: [kaɕima guɴ]) — повіт в префектурі Ісікава, Японія.